# Mari iyagi
Mari iyagi (koreanska: 마리 이야기, 'Historien om Marie') är en sydkoreansk animerad film från 2002. Den är regisserad av Lee Sung-gang, även känd för Cheonnyeonyeou Yeoubi. Filmen är en kombination av traditionell 2D och 3D. Den berättar en historia om två vänners barndomsminnen och deras korta utflykter till en märklig värld med en ung flicka med magiska krafter. Mari iyagi (som på engelska marknadsförts under titeln My Beautiful Girl Mari) vann 2002 års långfilmspris vid Annecys internationella festival för animerad film.